# Шейнфінкель Віра Костянтинівна
Віра Костянтинівна Шейнфінкель (1867, Херсон, Російська імперія — 1928) — бібліограф, революційний діяч, директор бібліотеки, Герой Праці.

## Біографія
Віра Шейнфінкель народилася у місті Херсоні в 1867 році.
Сестра професійного революціонера, наркома продовольства УРСР — М. К. Владимирова (Шейнфінкель), похованого в Кремлівській стіні.
З 1890 року — директор Публічної бібліотеки у місті Херсоні. Нею був складений перший науковий каталог бібліотеки. Під керівництвом Віри Костянтинівни бібліотека стала місцем зберігання нелегальної революційної літератури, осередком культури в Херсоні.
Була членом революційного гуртка в Херсоні, який займався збором коштів на пропагандистські цілі для Херсонського комітету РСДРП. Неодноразово зазнавала переслідувань поліції, арештів. Листувалася з Всеволодом Меєргольддом.
У роки революції та громадянської війни Віра Шейнфінкель організувала курси сільських бібліотекарів, керувала створенням бібліотек в Херсонській губернії.
Померла у 1928 році.

## Нагороди та пам'ять
- У 1922 році присвоєно звання Героя Праці[2].
- Книга, яка вийшла в 1928 році Сергія Сільванського — «Бібліотеки Старого Херсона» — присвячена пам'яті В. К. Шейнфінкель[3].